# Aurrerá

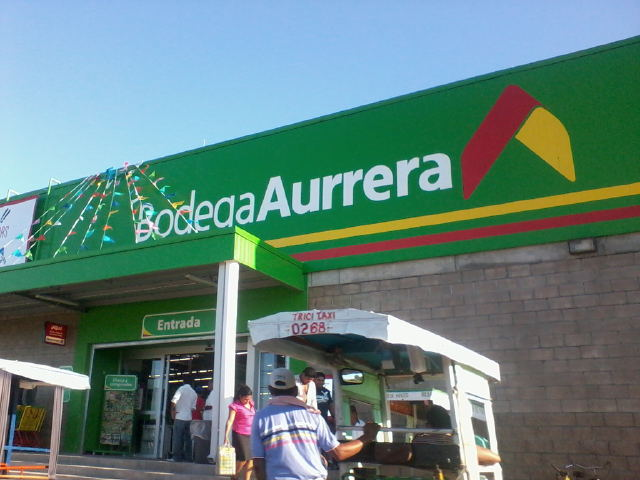

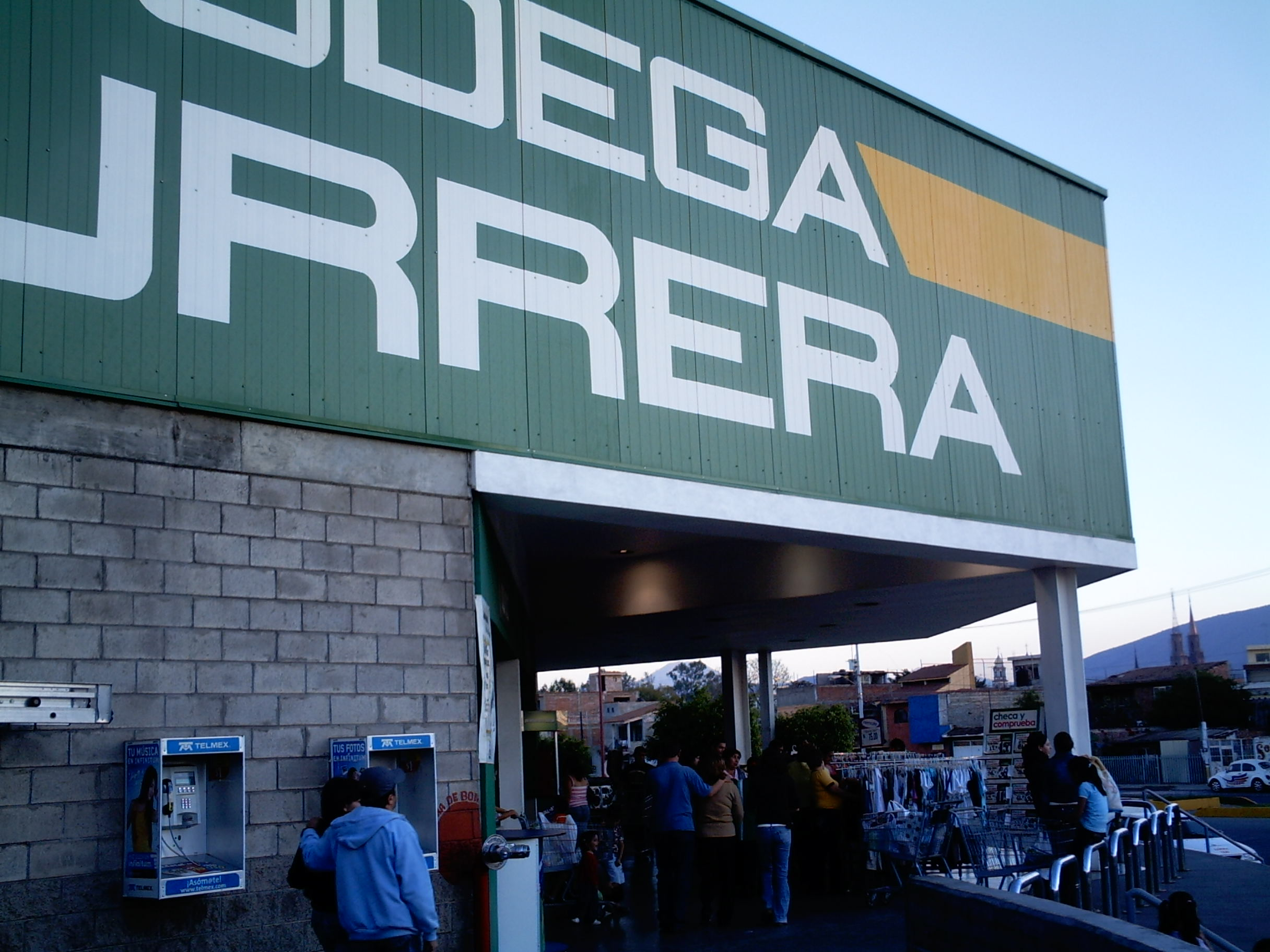

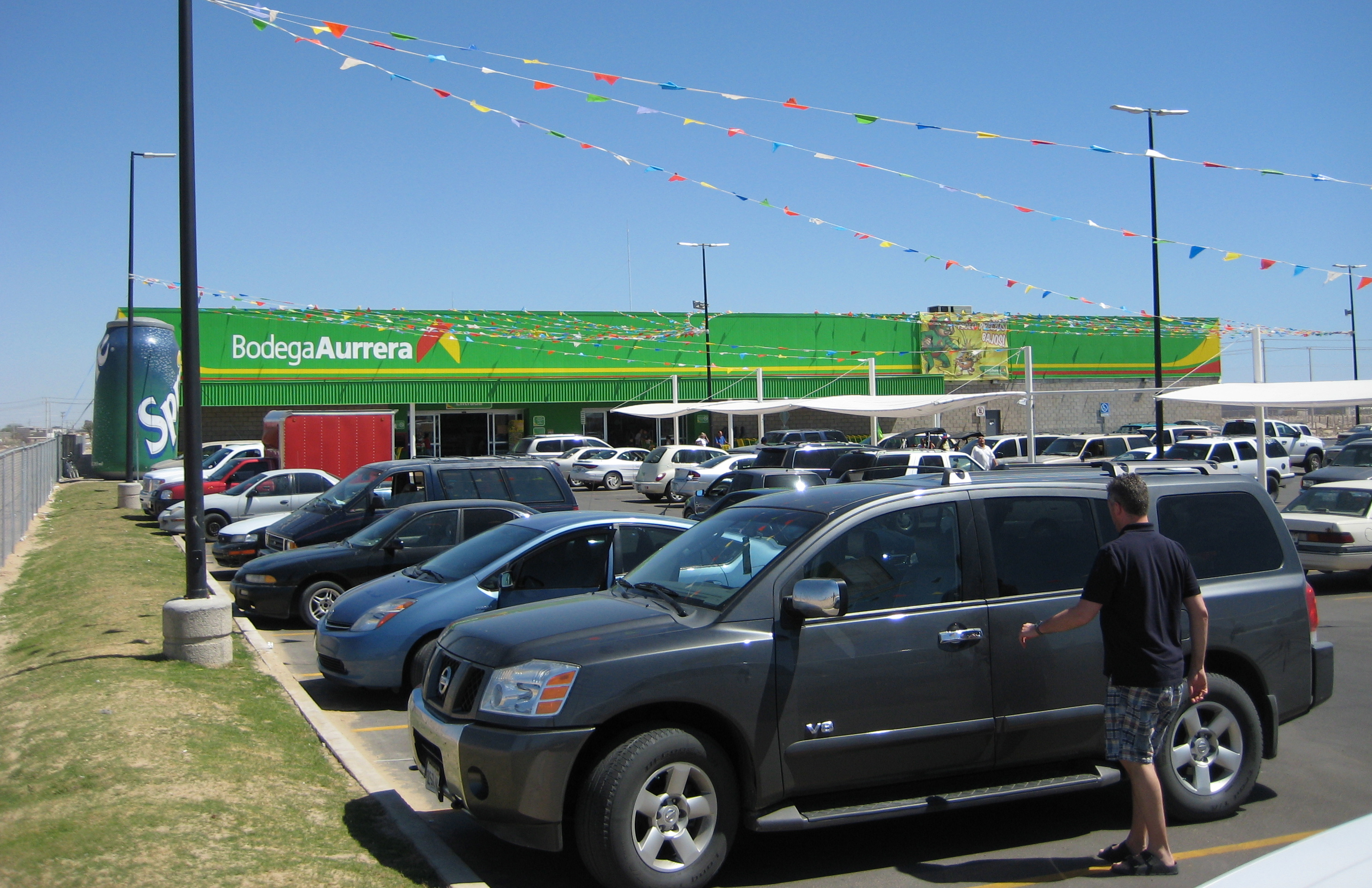

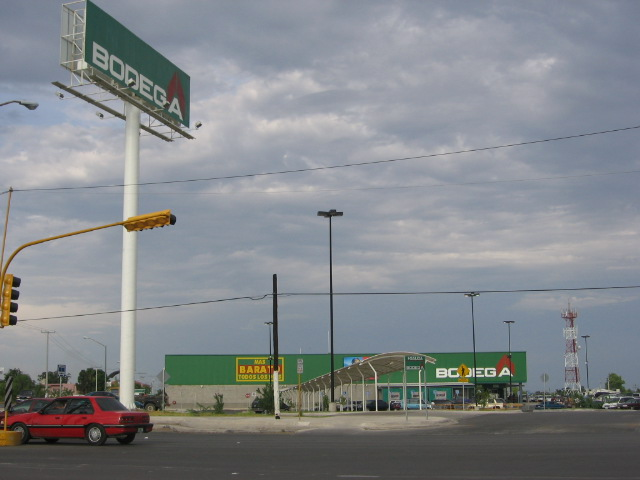

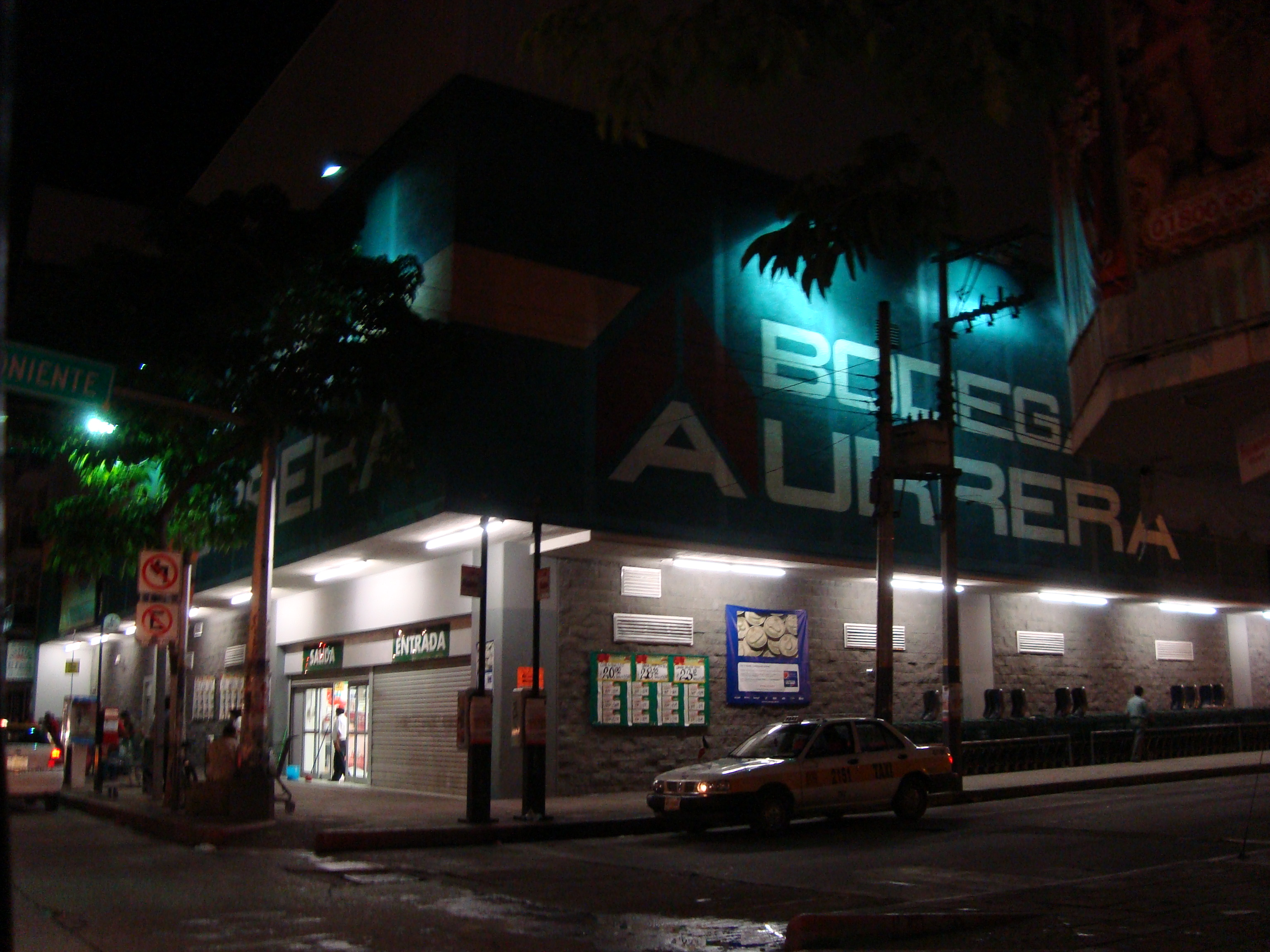
Bodega Aurrera en Tuxtla Gutiérrez, Chiapas.

Aurrerá fue el nombre de una cadena mexicana de supermercados que fue fundada en el año 1958 en la Ciudad de México por el empresario mexicano Jerónimo Arango.
En el año 1997, las tiendas Aurrera iniciaron un proceso de fusión con la firma estadounidense Walmart Stores que culminó en el año 2000 con la conformación de Walmart de México. De la cadena mexicana se conservan únicamente el formato de Bodega Aurrera tras la adecuación de Superama a Walmart Express.

## Historia
En el año 1958, Jerónimo, Plácido y Manuel Arango inauguraron una tienda en la esquina que conforman las calles de Bolívar y Chimalpopoca en la Ciudad de México con el nombre de Central de Ropa. Al poco tiempo después, decidieron cambiar al formato de tienda minorista bajo el nombre de Aurrerá, procedente del vocablo euskera aurrera, que significa "adelante". El nuevo formato provenía originalmente de los Estados Unidos y desde el año 1946 era utilizado por las tiendas Sumesa, por lo que Aurrerá se convirtió en la segunda cadena minorista mexicana. En su primer año de operaciones, Aurrerá alcanzó ventas por 4 millones de pesos, alcanzando en los siguientes dos años 40 y 79 millones de pesos, respectivamente.
En el año 1960, inauguraron su primer centro comercial en avenida Universidad de la misma Ciudad de México, lo que permitió que las ventas se duplicaran al alcanzar ventas por 170 millones de pesos.
En el año 1965, se realizó una estrategia comercial con Jewel Corporation para la modernización de la cadena en su sistema de abasto, distribución de crecimiento y la expansión de la compañía. Es en ese mismo año que surge el formato de Superama. En el año 1967, se creó la subsidiaria Servicios Corporativos, como empresa del grupo para coordinar las operaciones de la compañía. Tras el éxito comercial, para el año 1970 contaba con 21 sucursales bajo el formato Aurrerá y Superama.
El grupo expandió sus negocios y creó en el año 1970 el formato de tienda minorista popular de Bodega Aurrera y, mediante la diversificación, creó una cadena de restaurantes bajo las marcas Vips (en el año 1964) y El Portón, así como una cadena de tiendas de ropa con el nombre de Suburbia. Plácido, trasladado a España, abrió en ese país una división de la marca Aurrerá (que en una década vendió a Galerías Preciados) y el restaurante Vips, aún en funcionamiento como grupo de restauración que controla en España y Portugal, entre otras, la marca Starbucks. En el periodo del año 1974 al año 1976, Aurrera fue la primera y única empresa que para darle imagen a sus tiendas, tuvo un sistema de empacadores, busca precios y cajeros en un esquema de tiempos compartidos, eran asalariados con todas las prestaciones laborales de ley y los requisitos eran: justificar estar cursando estudios de bachillerato o superiores, contar con el permiso de la Secretaria del Trabajo y Previsión Social y autorización de los padres de familia. Por su estatus de asalariados, los empacadores tenían como norma no aceptar propinas. Además recibían en la tienda capacitación laboral.
En el año 1986, la subsidiaria Servicios Corporativos dio paso para la creación de empresa controladora llamada Grupo Cifra para administrar todas sus unidades de negocio.
La familia Arango decidió asociarse en el año 1991 con Walmart Store para introducir la firma estadounidense en México, abriendo la primera tienda Walmart en Plaza Oriente en la Ciudad de México en septiembre del año 1993. El éxito de la asociación permitió que para el año 1996, el Grupo Cifra contara con 50 mil empleados, ventas de más de 23 mil millones de pesos y utilidades por más de 2 mil millones.
La cadena decidió continuar con la alianza y en el año 1997, la amplió bajo un esquema de filiación conjunta (joint venture) creándose Servicios Administrativos Walmart, con el 50% de capital de Cifra y el otro 50% de Walmart. En el ámbito comercial de las tiendas minoristas, todas las tiendas del formato Aurrerá se convirtieron al formato Walmart Supercenter durante el año del 2000, conservándose los formatos de Superama y Bodega Aurrera. En cuanto a los demás negocios continuaron sin cambios.
Walmart Stores compró acciones del Grupo Cifra a través de una oferta pública en que la estadounidense invirtió 1,200 millones de dólares, con lo que alcanzó el 51% de Servicios Administrativos Walmart y el control de la cadena. En el año 2000, la fusión se completaría y desaparecería el Grupo Cifra para dar paso a Walmart de México.
Actualmente, el término Aurrerá solo se conserva como marca comercial, que se utiliza en las tiendas minoristas populares del grupo bajo el formato Bodega Aurrera.

## Otras referencia
Enrique Krauze, Walmart de México, una historia de valor y compromiso, Editorial Clio.